# Physalaemus olfersii
Physalaemus olfersii är en groddjursart som först beskrevs av Lichtenstein och Martens 1856.  Physalaemus olfersii ingår i släktet Physalaemus och familjen Leiuperidae. IUCN kategoriserar arten globalt som livskraftig. Inga underarter finns listade i Catalogue of Life.